# Cresmatoneta
Genre
Synonymes
- Formicina Canestrini, 1868 nec Shuckard, 1840
- Formicinina Strand, 1932

Cresmatoneta est un genre d'araignées aranéomorphes de la famille des Linyphiidae.

## Distribution
Les espèces de ce genre se rencontrent en zone paléarctique.

## Liste des espèces
Selon World Spider Catalog (version 17.5, 09/10/2016) :
- Cresmatoneta leucophthalma (Fage, 1946)
- Cresmatoneta mutinensis (Canestrini, 1868)
- Cresmatoneta nipponensis Saito, 1988

## Publication originale
- Simon, 1929 : Les arachnides de France. Synopsis générale et catalogue des espèces françaises de l'ordre des Araneae; 3e partie. Paris, vol. 6, p. 533-772.